# Yu-Gi-Oh! – A mozifilm
A YU-Gi-OH! – A mozifilm (Yu-Gi-Oh! Duel Monsters: Pyramid of Light, 遊戯王デュエルモンスターズ 光のピラミッド, Yūgiō Dyueru Monsutāzu Hikari no Piramiddo) japán animációs mozifilm, a Yu-Gi-Oh! Duel Monsters animesorozat mozifilmje, amit Japánban 2005. január 2-án mutattak be a TV Tokyo-n.

## Történet
A történet a Yu-Gi-Oh 3. évada (Battle City Tournament – Alkatraz) után játszódik, melyben Motou Yugi legyőzte Kaiba Seto-t és Malik Isthart, ezzel megszerezve a három egyiptomi istenkártyát: Obeliszket, Ozíriszt és Rá-t, és megnyerte a Párbajkártya Királya címet.
A film cselekménye viszont nem tartozik bele az eredeti sorozat cselekményszálába, attól különböző. A történet szerint, mikor Yugi megoldotta az Ezeréves Kirakó rejtélyét, akkor a Fáraó (Mou Hitori No Yugi, Other Yugi) mellett egy gonosz isten, Anubisz is feltámadt hamvaiból, és azon nyomban katasztrófát is okozott egy ásatáson.
Domino városban egy egyiptomi kiállítás nyílik, közvetlenül a Battle City torunament befejezése után, ahol bemutatják Anubisz múmiáját, és egy a Fény piramisának nevezett tárgyat, ami nagyon hasonlít Yugi Ezeréves Kirakójához.
Eközben Kaiba Seto nem nyugszik bele a vereségébe, és mindenáron meg akarja találni a módszert, hogy egyszerre legyőzhesse Yugi istenkártyáit. Ezért a Párbajkártya megalkotójához, Pegazushoz fordul, akitől egy párbaj során szerez is két kártyát. A Párbajszigetről azonnal visszatér Domino Citybe, és kihívja Yugit egy párbajra, amely párbaj – mint általában – az egész világ sorsáról dönthet.

## Szereplők
Motou Yugi: Egy japán, középiskolás fiú, aki megoldotta az Ezeréves Kirakó rejtélyét, és ezzel feltámasztotta egy 3000 éves fáraó lelkét. Yugi alapvetően visszahúzódó jellem, akinek nem túl nagy az önbizalma, az ereje az jóindulatából fakad, és bármit megtenne a barátaiért, köztük a Fáraóért.
Másik Yugi (Másik Én, Other Yugi, Mou Hitori No Yugi, Mou Hitori No Boku, Namonaki Pharao (Nameless Pharaoh) Angol verzióban: Fáraó, Pharao): Az Ezeréves Kirakóban élő 3000 éves szellem, akiről a 2. évadban kiderül, hogy fáraóként élt Egyiptomban. A Másik Yuginak nincsenek emlékei az életéről, viszont tudja, ha megszerzi a 3 istenkártyát, és összegyűjti az Ezeréves ikonokat, akkor visszaszerezheti őket. Magabiztos, néha kissé arrogáns, de Yugihoz hasonlóan ő is bármit megtenne a barátaiért, főként a Partneréért (Aibo), Yugiért.
Kaiba Seto (Seto Kaiba): A Kaiba Corporation elnöke, a Battle City tournament házigazdája, Yugi örök riválisa, a 2-3. évadban Obelisk tulajdonosa. Arrogáns, nagyképű, hidegvérű szereplő, aki egyedül Yugit ismeri el méltó ellenfelének. Mindenáron a párbajkártyák bajnoka szeretne lenni, habár a sorozat szerint a Battle City tournament után erről a céljáról valamilyen szinten lemond, hogy egy gyerekkori álmát megvalósítsa. A testvére a mindene, és érte bármit megtenne.
Mazaki Anzu (Tea Gardner, Tea): Yugi gyerekkori barátja, és egyik legfőbb támogatója. Ő az érzelmi karakter a sorozatban, aki bármit megtesz a barátaiért, és általában emlékezteti őket a barátság erejére.
Katsuya Jonouchi (Joey Wheeler, Kerekes Joey): Yugi legjobb barátja, a Párbajsziget 2. helyezettje, a Battle City tournament 4. helyezettje. A sorozatban többször is kulcsfigura, a filmben viszont inkább csak Yugi segítsége és támogatója. Ő egy komikus szereplő, könnyen begurul és nem mindig gondolkodik, mielőtt cselekszik.
Hiroto Honda (Tristan Taylor, Tristan): Yugi harmadik legjobb barátja, és Jonouchi másik legjobb barátja. Ő is inkább csak támogató, és a sorozatban is inkább Otogi (Duke Devlin, Dobó Döme) "riválisa".
Kaiba Mokuba: Seto öccse, bármit megtenne a bátyjáért, de azért ő a barátainak tartja Yugiékat a bátyjával ellentétben.
Motou Sugoroku (Solomon Moto): Yugi nagyapja, őrülten szereti a játékokat, és sokat régészkedett, ismeri az egyiptomi nyelvet, és a hieroglifákat. Ő találta meg az Ezeréves Kirakót, és adta oda Yuginak.
Anubis: A gonosz, halál isten. Csupán a filmben szerepel. A Másik Yugi ősi ellenfele. Főként Spinxekkel harcol, és erejét a Fény piramisából nyeri. El akarja pusztítani a világot.
Pegasus J. Crowford (Maximilian Pegasus): A párbajkártya megalkotója, a Ezeréves Szem kiválasztottja, míg az első évad végén Bakura el nem veszi tőle.

## Érdekességek
Ahogy a teljes sorozatot, úgy ezt a mozifilmet is feldolgozta a 4Kids, és Magyarországon ez a változat ment le szinkronosan. A szövegen változtattak, és jeleneteket is vágtak ki belőle, megváltoztatták a neveket. Érdesek, és elég nagy változtatás például Kaiba jellemében van. Az amerikai verzióban nem érdekli más, csak a győzelem, és még a film végén sem hajlandó másra gondolni, csak a következő összecsapásra Yugival. Míg a japán verzióban, Kaiba már a sorozat első évadától kezdve tiszteli és elismeri Yugit az egyik legjobb párbajozónak, és általában ilyen módon is bánik vele. A film végén is, Kaiba Yugi beszélgetése így zárul:
"Yugi: Kaiban-kun, te Igazi Párbajozó vagy.
Kaiba: Te pedig az igazi Párbaj Király, Yugi. Egy nap majd legyőzlek téged."
A magyar szinkronban Yuginak és a Fáraónak két külön szinkronhangja van, ami más, mint a sorozatbeli.
Little Kuriboh (YGOTAS (Yu-Gi-Oh! Abridges Series) paródia atyja) már elkészítette a film rövidített paródiáját, kiélezve a humort a film hibáira, és a 4kids változtatásaira